# Chamaepsila pseudobicolor
Chamaepsila pseudobicolor is een vliegensoort uit de familie van de wortelvliegen (Psilidae). De wetenschappelijke naam van de soort is voor het eerst geldig gepubliceerd in 1985 door Soos.